# Тифломагнитофон

Органы управления тифломагнитофона снабжены крупными рельефными обозначениями, хорошо различимыми на ощупь («Легенда П-405Т»)

Кассета для тифломагнитофона с маркировкой шрифтом Брайля

Тифломагнитофо́н (от греч. τυφλός «слепой» + магнитофон) — это специальный магнитофон, позволяющий воспроизводить (некоторые модели — и записывать) «говорящие» книги для инвалидов по зрению: слепых и слабовидящих.

## История

Talking Book Machine Mark I, первая модель «Говорящей книги» Clarke & Smith

Ранние магнитофоны отличались относительно высокой скоростью движения ленты (иначе не получалось обеспечить приемлемое качество записи) и потому небольшим временем непрерывного звучания. Поэтому в 1950-е гг. появлялись конструкции наподобие английской «Говорящей книги» фирмы Clarke & Smith — 24-дорожечного магнитофона, который обеспечивал суммарно около 12 часов записи на ленте длиной 180 м и шириной 13 мм. При этом две катушки с лентой для этого магнитофона заключались в специальную кассету. Эта система была несовместима со стандартными магнитофонами, так как скорость ленты в «говорящей книге» была переменной от начала к концу ленты. В дальнейшем тифломагнитофоны представляли собой обычные катушечные аппараты, в которых для длительного воспроизведения и записи предусматривалась скорость 2,38 см/с («Дайна», «Эльфа-диктор», некоторые модификации «Астра-207»). За исключением скоростей, тифлотехнические варианты катушечных магнитофонов по устройству ничем не отличались от базовых моделей. Первый в СССР кассетный тифломагнитофон «Легенда М-404М» был разработан по заказу Всероссийского общества слепых и длительное время производился серийно. Кроме него, выпускался упрощённый вариант «Легенда П-405Т», он не имел возможности записи. Более поздний тифломагнитофон "Легенда П-305Т" также не может записывать, но оборудован УКВ ЧМ-тюнером, принимающим радиостанции в диапазоне 65-74 МГц и звук аналоговых телеканалов в диапазоне МВ.

### Устройство
Устройство тифломагнитофона мало отличается от обычного магнитофона, более того, все тифломагнитофоны конструктивно выполнены на базе обычных магнитофонов. Все кассетные тифломагнитофоны четырёхдорожечные и могут воспроизводить каждую дорожку раздельно, для чего имеется переключатель (некоторые тифломагнитофоны позволяют включать и синхронное воспроизведение двух дорожек, что позволяет слушать стереофонограммы без потери качества). Скорость движения ленты кассетного тифломагнитофона стандартно составляет 2,38 см/с, что в два раза медленнее скорости обычных кассетников, составляющей 4,76 см/с. Тифломагнитофоны имеют регулятор, позволяющий немного изменять скорость воспроизведения (обычно в пределах +/- 15...30 %), а также устанавливать стандартную скорость 4,76 см/с. Это позволяет проигрывать и обычные компакт-кассеты с музыкальными записями. Указанные меры позволяют в четыре раза увеличить длительность звучания, то есть на кассете С-90 (номинальная продолжительность звучания 2×45 минут) помещается шесть часов записи (4×90 минут).

## Современное состояние
В настоящее время тифломагнитофоны практически никем не выпускаются. На сегодняшний день накоплен большой фонд «говорящих» книг, записанных на катушках и кассетах, однако современный мир невозможно представить без цифровых технологий, да и компакт-кассета отжила свой век. Стоит заметить, что тифломагнитофоны с 2012 года в России больше не входят в перечень технических средств реабилитации. Сегодня по всей России замещаются фонды «говорящих книг» с магнитной ленты на флеш-карты. Российские производители тифлотехники стараются идти в ногу со временем и производить современные тифлофлешплееры. Подобно тифломагнитофонам, они выполнены на базе обычных плееров, но имеют расширенную функциональность. Аппарат «КРУСТ-01», выпускаемый в России, воспроизводит MP3, читает говорящие книги тифлоформата РФ — LKFS, а также международного формата DAISY, имеет встроенный синтезатор речи, темпо-корректор, диктофон, радиоприёмник с расширенным УКВ-диапазоном 64-108 МГц. Аппарат ElecGeste DTBP-101S, читает аудио- и говорящие книги, он также имеет встроенный синтезатор речи, радиоприёмник, часы-будильник, диктофон, темпокорректор и пр.
В 2014 году Всероссийским обществом слепых были введены новые требования о необходимости подключения тифлофлешплеера к сетевым онлайн-библиотекам. На сегодняшний день на российском рынке одним из приборов, отвечающим этим требованиям, является тифлофлешплеер «Соло 1» Архивная копия от 31 мая 2014 на Wayback Machine. Преимуществами аппарата является воспроизведение аудиофайлов в форматах DAISY, MP3, Ogg Vorbis, FLAC, WAV (PCM), AAC. Также осуществлено воспроизведение файлов TXT, HTML и Microsoft Word при помощи встроенного русскоязычного синтезатора речи. Недостатками является низкое качество звука. Заявлена поддержка SD-карт размером до 64 ГБ, возможность соединения с интернетом по Wi-Fi (реализовано внешним USB-модулем) и поддержка работы с сетевыми электронными библиотеками по протоколу DAISY.
Российскими альтернативами Соло-1 являются следующие тифлофлешплееры: Elecgeste DTBP-301 Медиум, карманная версия ElecGeste DTBP-202, тифлофлешплеер Tiflotek DTBPS-903. Эти аппараты уже способны читать не только книги в специальном криптозащищённом формате, но и воспроизводить из интернета подкасты, новостные ленты, веб-радио, погоду с привязкой к месту воспроизведения, гороскопы и звуковое сопровождение некоторых телевизионных каналов.